# Трофимов, Сергей Сергеевич
Сергей Сергеевич Трофимов (род. 27 июля 1995, Нижний Новгород) — российский конькобежец, серебряный призёр  Олимпийских игр 2022 года, 4-кратный бронзовый призёр чемпионатов мира, 8-кратный чемпион и 13-кратный призёр чемпионата России. Заслуженный мастер спорта России, заслуженный мастер спорта международного класса. 

## Биография
Сергей Трофимов родился в Нижнем Новгороде в семье бывших конькобежцев, кандидатов в мастера спорта. Но, создав семью, отец Сергей Валерьевич ушёл из большого спорта и начал работать шофёром, но продолжал участвовать в любительских соревнованиях. Сам Сергей в раннем детстве увлекался авиамодельным спортом, и неплохо катался по двору на роликах. В 5 лет впервые встал на коньки. Учась в начальных классах школы, он пять и лет занимался плаванием и заработал третий взрослый разряд. Отец в 14 лет привёл сына в конькобежную секцию. Первым наставником будущего олимпийца стал Николай Иванович Ермаков.
С 2010 года Трофимов участвовал в молодёжном чемпионате России по многоборью, Кубке России, в зимних Спартакиадах и региональных соревнованиях. В 2013 году он выиграл чемпионат России среди юниоров в классическом многоборье, а через год дебютировал на юниорском Кубке мира и на чемпионате мира среди юниоров. В 2015 году выиграл чемпионат России среди юниоров в многоборье во второй раз. Ещё через год он уже выступал на взрослом уровне и на чемпионате России в многоборье занял 3-е место и на дистанции 1000 м.
В том же 2016 году дебютировал на международном уровне в Кубке мира и на чемпионате Европы в Минске, где занял для новичка высокое 13-е место в сумме многоборья. В феврале на чемпионате мира на отдельных дистанциях в Коломне занял 10-е место в забеге на 1500 м и в марте на чемпионате мира в классическом многоборье занял 13-е место.
В 2017 году Трофимов участвовал на чемпионате Европы, но выступил неудачно. Следом на чемпионате мира на отдельных дистанциях в Канныне стал 17-м на дистанции 1500 м. А на чемпионате мира в классическом многоборье не вышел в финальный забег на 10 000 м. Правда в самом конце сезона, в марте одержал победу в многоборье на чемпионате России. 
В 2018 году, после 2-го и 3-го мест на 1500 и 1000 м соответственно на чемпионате страны он участвовал впервые на зимних Олимпийских играх в Пхёнчхане, где занял 18-е место на дистанции 1500 м. Через месяц на чемпионате мира в классическом многоборье в Амстердаме занял 9-е место. В сезоне 2018/19 Сергей впервые взял золото на этапе Кубка мира в японском Обихиро в командной гонке, а на третьем этапе в Польше занял 3-е место с командой. На чемпионате России выиграл золото в командном спринте.
В январе 2019 года стал 5-м в многоборье на чемпионате Европы в Коллальбо. В феврале на 
чемпионате мира на отдельных дистанциях в Инцелле впервые завоевал бронзовую медаль в командной гонке преследования. На дистанции 1500 м был 14-м, а на 5000 м - 7-м. На чемпионате мира в классическом многоборье в Калгари занял 19-е место.
В 2020 году Сергей праздновал бронзу в командной гонке на чемпионате мира в Солт-Лейк-Сити, а на чемпионате мира в классическом многоборье в Хамаре поднялся на высокое 5-е место. В 2021 году выиграл чемпионат России на дистанциях 1500 и 5000 м, занял 8-е место в многоборье на чемпионате Европы в Херенвене и на чемпионате мира в Херенвене стал бронзовым призёром на дистанции 5000 м и в командной гонке, а также занял 4-е место в забеге на 1500 м.
В декабре 2021 года Трофимов получил ещё две медали чемпионата России: золотой в беге на 1500 и серебряной на 5000 м. На этих же дистанциях в январе 2022 года занял 5-е места на чемпионате Европы в Херенвене. Самым громким успехом в его карьере стала серебряная медаль зимних Олимпийских игр в Пекине в командной гонке преследования. На дистанции 5000 м он был близок в бронзе, но остался на 4-м месте, а на дистанции 1500 м был 8-м.
После отстранения сборных России и Беларуси от международных соревновании из-за российского вторжения на Украину, Сергей принимал участие на открытых чемпионатах Беларуси и России. 

## Спортивные достижения
| Год  | Чемпионат Европы многоборье | Чемпионат Европы отдельные дистанции | Чемпионат мира многоборье | ЧM на отдельных дистанциях               | Олимпийские игры                        | Кубок мира                                       | Чемпионат мира среди юниоров |
| ---- | --------------------------- | ------------------------------------ | ------------------------- | ---------------------------------------- | --------------------------------------- | ------------------------------------------------ | ---------------------------- |
| 2014 |                             |                                      |                           |                                          |                                         |                                                  | NC27 (27e, 10e, 28e, -)      |
| 2015 |                             |                                      |                           |                                          |                                         |                                                  | 6e (38e, 4e, 10e, 8e)        |
| 2016 | NC13 (13e, 14e, 11e, -)     |                                      | NC18 (14e, 21e, 11e, -)   | 10e 1500 м                               |                                         | 14e 1500 м 52e 5000/10 000 м                     |                              |
| 2017 | NC14 (9e, 17e, 8e, -)       |                                      | NC14 (9e, 21e, 8e, -)     | 17e 1500 м                               |                                         | 11e 1500 м 0 очков 5000/10 000 м                 |                              |
| 2018 |                             |                                      | NC10 (10e, 13e, 9e, -)    |                                          | 18e 1500 м                              | 0 очков 1000 м 24e 1500 м 33e 5000/10 000 м      |                              |
| 2019 | 5e (8e, 5e, 7e, 7e)         |                                      | NC20 (17e, 19e, 23e, -)   | 14e 1500 м · 7e 5000 м · командная гонка |                                         | 12e 1500 м · 8e 5000/10 000 м · командная гонка  |                              |
| 2020 |                             | 11e 1500 м                           | 5e (14e, 4e, 9e, 3e)      | 17e 1500 м · командная гонка             |                                         | 14e 1500 м · 24e 5000/10 000 м · командная гонка |                              |
| 2021 | 8e (12e, 5e, 6e, 7e)        |                                      |                           | 5000 м · командная гонка                 |                                         | 11e 1500 м · 5000/10 000 м                       |                              |
| 2022 |                             | 5e 1500 м 5е 5000 м                  |                           |                                          | 4е 5000 м · 8е 1500 м · командная гонка |                                                  |                              |

- (500 м, 5000 м, 1500 м, 10 000 м), для юниоров (500 м, 3000 м, 1500 м, 5000 м)
- NC = не отобрался на заключительную дистанцию

## Награды
- Медаль ордена «За заслуги перед Отечеством» I степени (25 февраля 2022 года) — за высокие спортивные достижения, волю к победе, стойкость и целеустремлённость, проявленные на XXIIV Олимпийских зимних играх 2022 года в городе Пекине (Китайская Народная Республика)[5]

## Личная жизнь и семья
Сергей Трофимов в 2022 году женился на своей коллеге - конькобежке Дарье Бескровных, с которой встречался долго. Они много путешествуют, ходят в горы и покоряют трассы на велосипедах. Сестра Сергея Екатерина – единственная в семье Трофимовых, кто не занимался конькобежным спортом. В 2023 году у Сергея и Дарьи родился сын Лев.